# Americorchestia megalophthalma
Americorchestia megalophthalma är en kräftdjursart som först beskrevs av Charles Spence Bate 1862.  Americorchestia megalophthalma ingår i släktet Americorchestia och familjen tångloppor. Inga underarter finns listade i Catalogue of Life.